# Loạn sản khớp háng
Loạn sản khớp háng là một bất thường của khớp khớp háng khi phần ổ không bao phủ hoàn toàn phần chỏm, dẫn đến tăng nguy cơ trật khớp. Loạn sản khớp háng có thể xảy ra khi sinh hoặc xuất hiện dần trong giai đoạn đầu đời. Nó thường không triệu chứng ở trẻ nhỏ dưới một tuổi. Đôi khi một chân có thể ngắn hơn chân kia. Bên trái thường hay bị hơn bên phải. Nếu không điều trị có thể gây viêm khớp, dị tật dáng đi và đau thắt lưng.
Các yếu tố nguy cơ của chứng loạn sản khớp háng bao gồm tiền sử gia đình, một số kiểu quấn khăn không đúng cách và do sinh ngôi ngược. Nếu một trong hai bé sinh đôi cùng trứng bị thì nguy cơ 40% bé còn lại cũng sẽ có bệnh. Khuyến cáo nên tầm soát tất cả các em bé tìm bệnh này này bằng cách kiểm tra thể chất. Siêu âm cũng có thể hữu ích.
Nhiều bệnh nhi chỉ mất vững khớp nhẹ tự khỏi mà không cần điều trị đặc hiệu. Ở các ca nặng hơn, nếu được phát hiện sớm, có thể chỉ cần đeo nẹp có thể là đủ. Trong trường hợp được phát hiện muộn có thể phải phẫu thuật và bó xương. Khoảng 7,5% số ca thay khớp háng được thực hiện để điều trị các di chứng từ bệnh loạn sản khớp háng.
Tầm mỗi 1.000 trẻ có 1 bé bị loạn sản khớp háng. Mất vững khớp háng có ý nghĩa cần theo dõi vào khoảng từ một đến hai phần trăm số trẻ sinh đủ tuần. Nữ giới bị ảnh hưởng thường xuyên hơn nam giới. Chứng loạn sản khớp háng được mô tả từ những năm 300 trước công nguyên bởi Hippocrates.